# 西鉄柳川駅
西鉄柳川駅（にしてつやながわえき）は、福岡県柳川市三橋町下百町にある西日本鉄道（西鉄）天神大牟田線の駅。全列車停車駅である。駅番号はT39。
福岡（天神）方面への通勤通学利用が多くを占める駅である。ラッシュ時には当駅始発の列車が多数あり、駅前ロータリーへの送迎の車で大変混雑する。当駅は市内のみならず鉄道のない大川市やJR沿線のみやま市（瀬高）方面など広域的な玄関口となっている。

## 歴史
- 1937年（昭和12年）10月1日：九州鉄道柳河駅として開業。
- 1939年（昭和14年）7月1日：九鉄柳河駅に改称届出[1]。
- 1942年（昭和17年）9月22日：西日本鉄道発足により、西鉄柳河駅に改称。
- 1965年（昭和40年）12月：ホーム跨線橋設置。
- 1971年（昭和46年）3月1日：西鉄柳川駅に改称。
- 1981年（昭和56年）4月23日：新駅舎で営業開始。
- 1987年（昭和62年）10月1日：自動改札機を導入[2]。
- 2008年（平成20年）5月18日：ICカードnimoca供用開始。
- 2015年（平成27年）3月21日：橋上駅舎と新設した東口の供用を開始[3][4]。
- 2017年（平成29年）2月1日：駅ナンバリングを導入[5]。

## 駅構造
駅舎は2階建て鉄骨造の橋上駅である。
島式ホーム2面4線を有する。利用者の多い上りホームはホームの端まで乗客の列ができることもある。
ホーム上に駅員が終日配置されている。駅に隣接して柳川乗務所があり当駅で運転士・車掌が乗務交代することが多い。また、柳川車両基地が当駅の大牟田寄りに設置されており、始発・終着列車がある。特急・急行と普通の緩急接続を行っているが、普通は多くの列車が当駅で15 - 22分程度停車する。
ホーム有効長は7両分あり、8両編成は最後部1両がドアカットしていた。
| 乗り場 | 路線          | 方向 | 行先                     |
| ------ | ------------- | ---- | ------------------------ |
| 1・2   | ●天神大牟田線 | 下り | 大牟田方面               |
| 3・4   | ●天神大牟田線 | 上り | 久留米・福岡（天神）方面 |

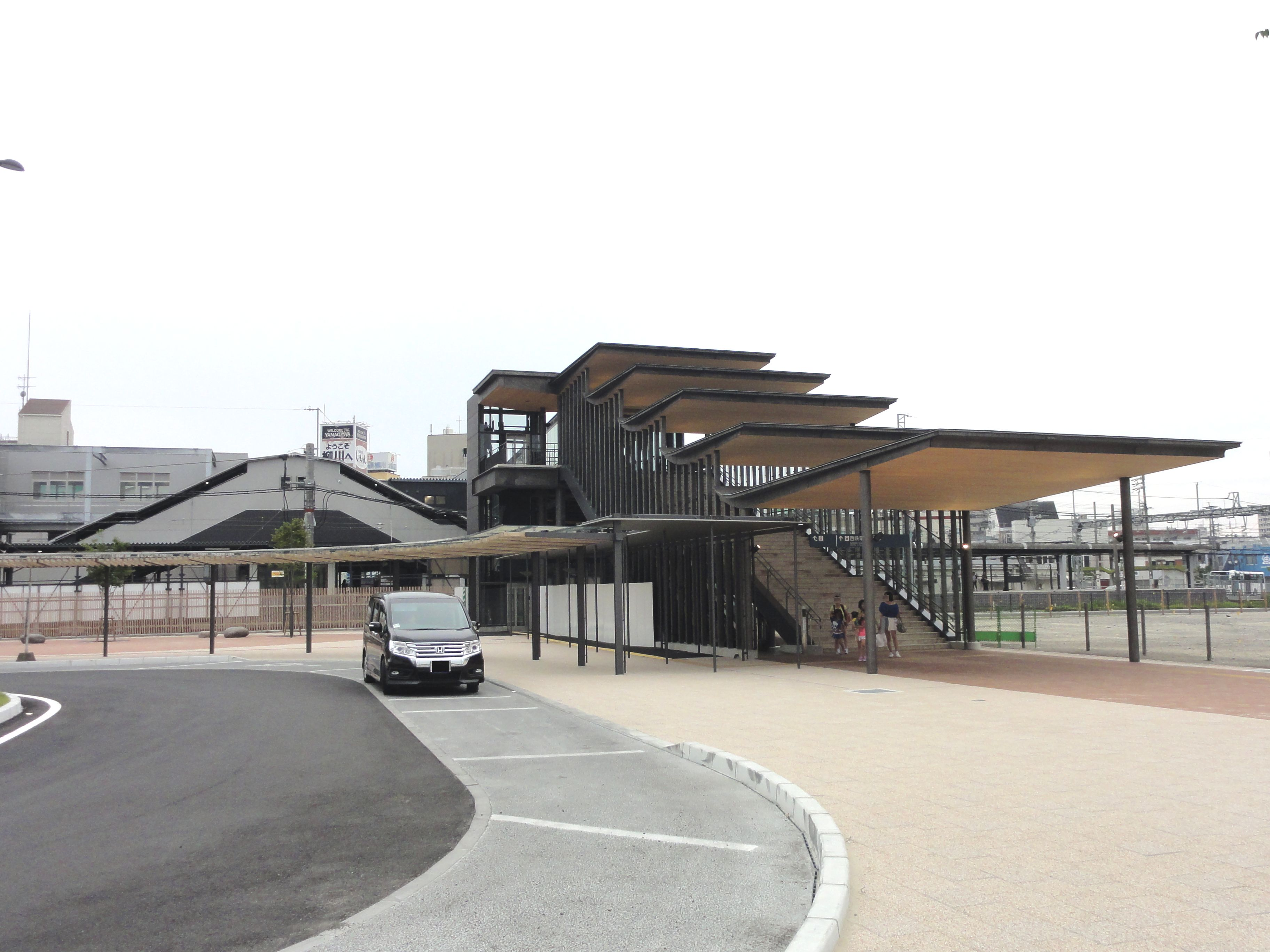
東口
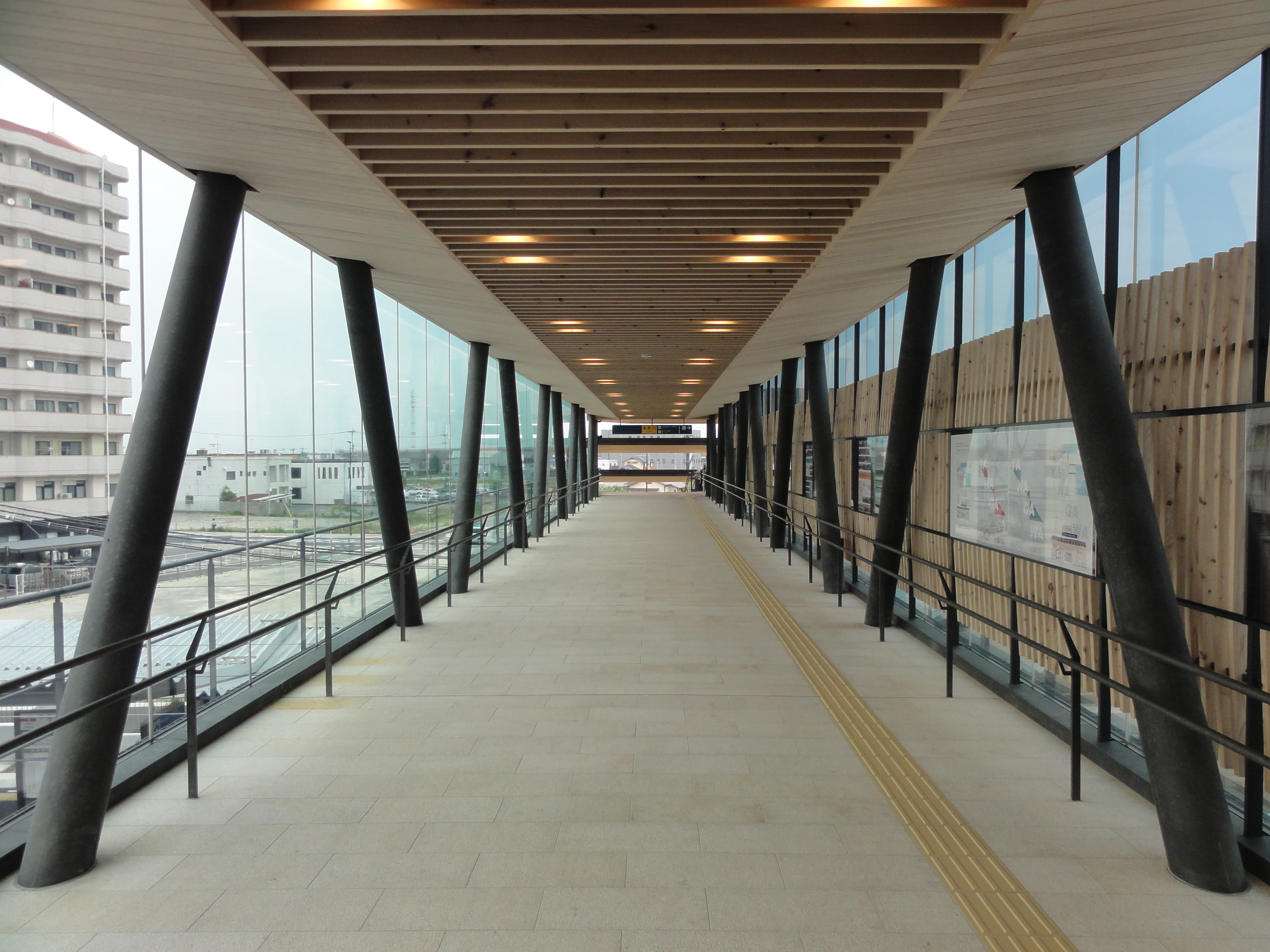
東西自由通路
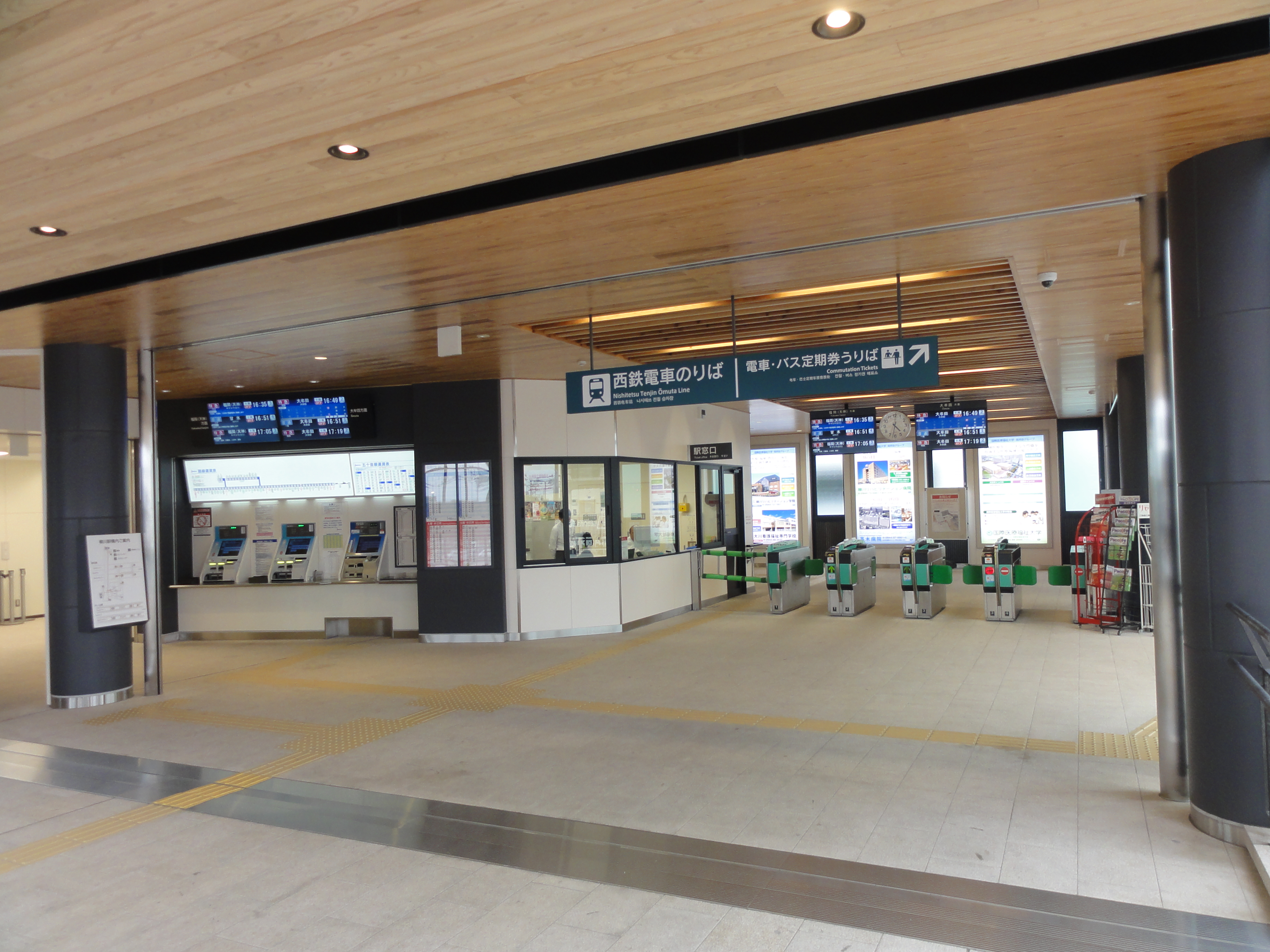
改札口
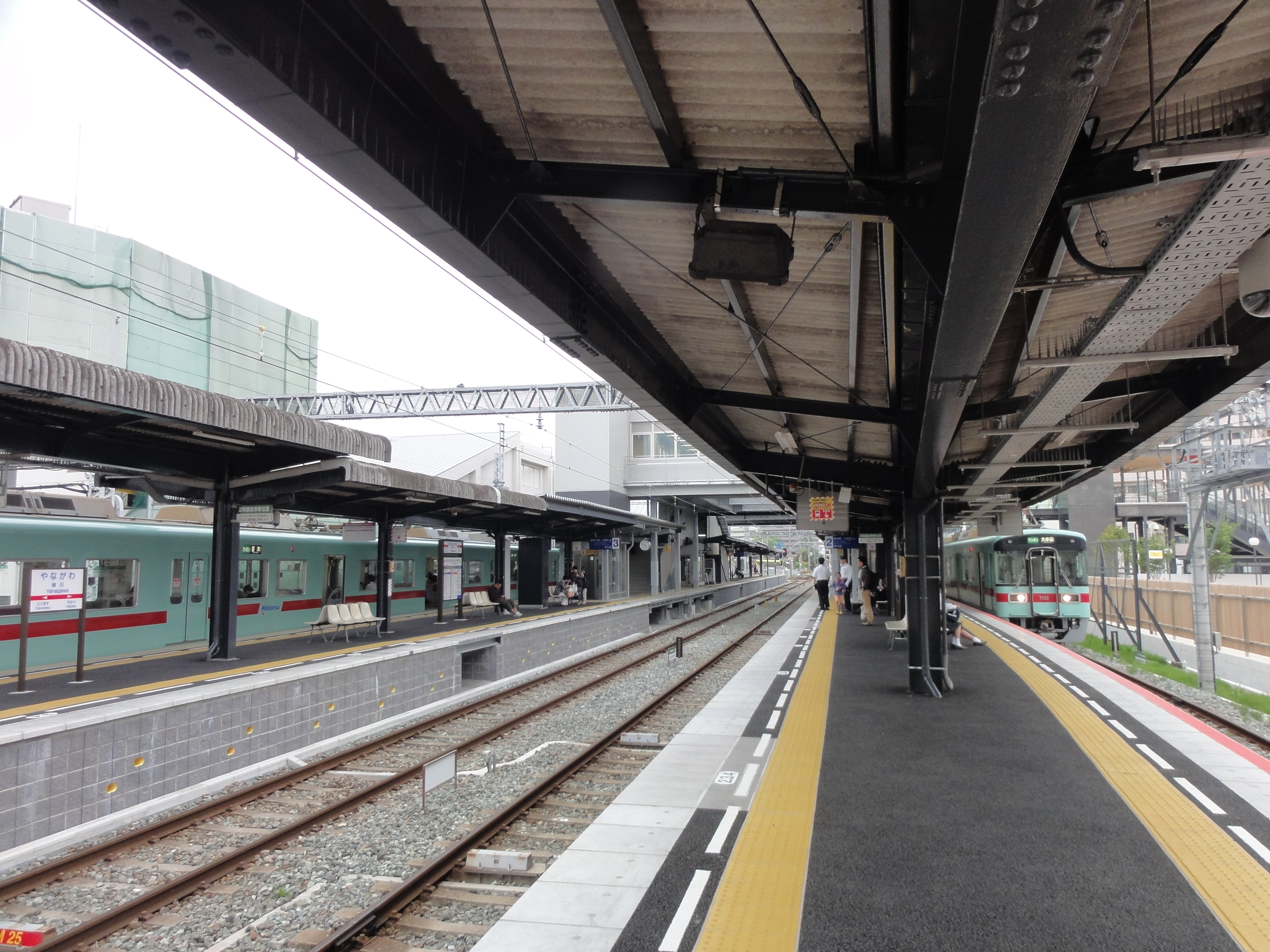
ホーム
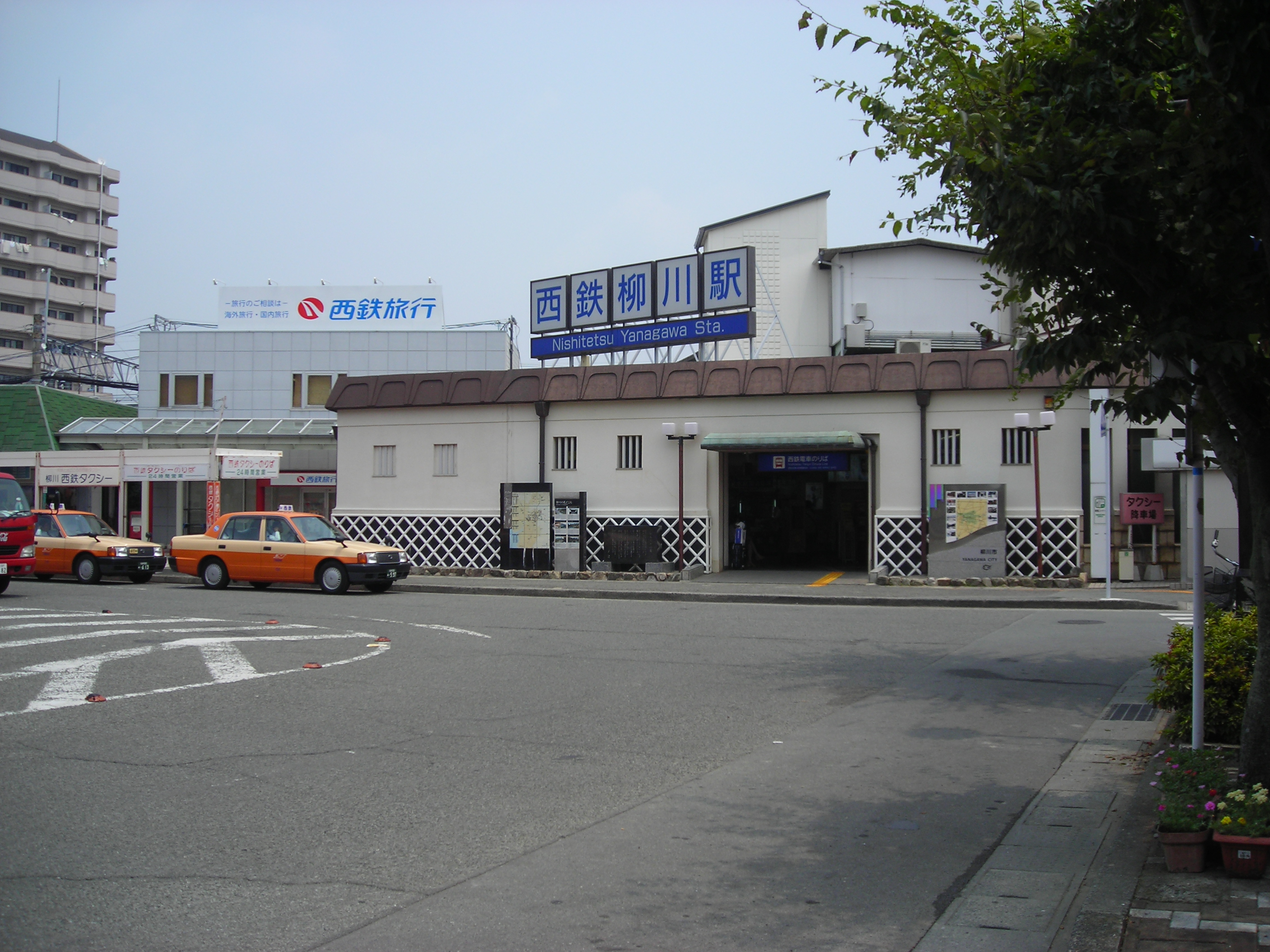
旧駅舎
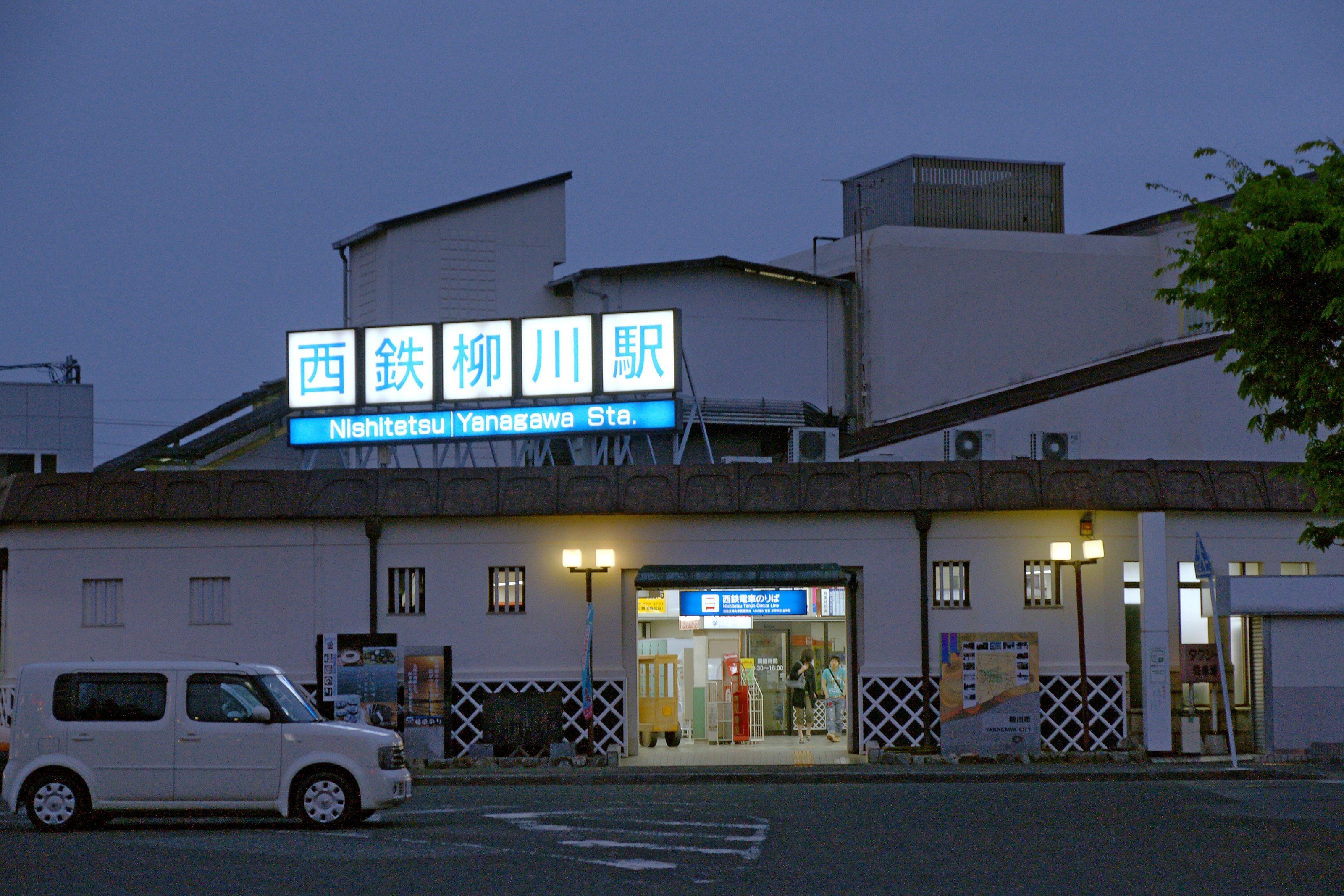
駅舎入口（旧駅舎）
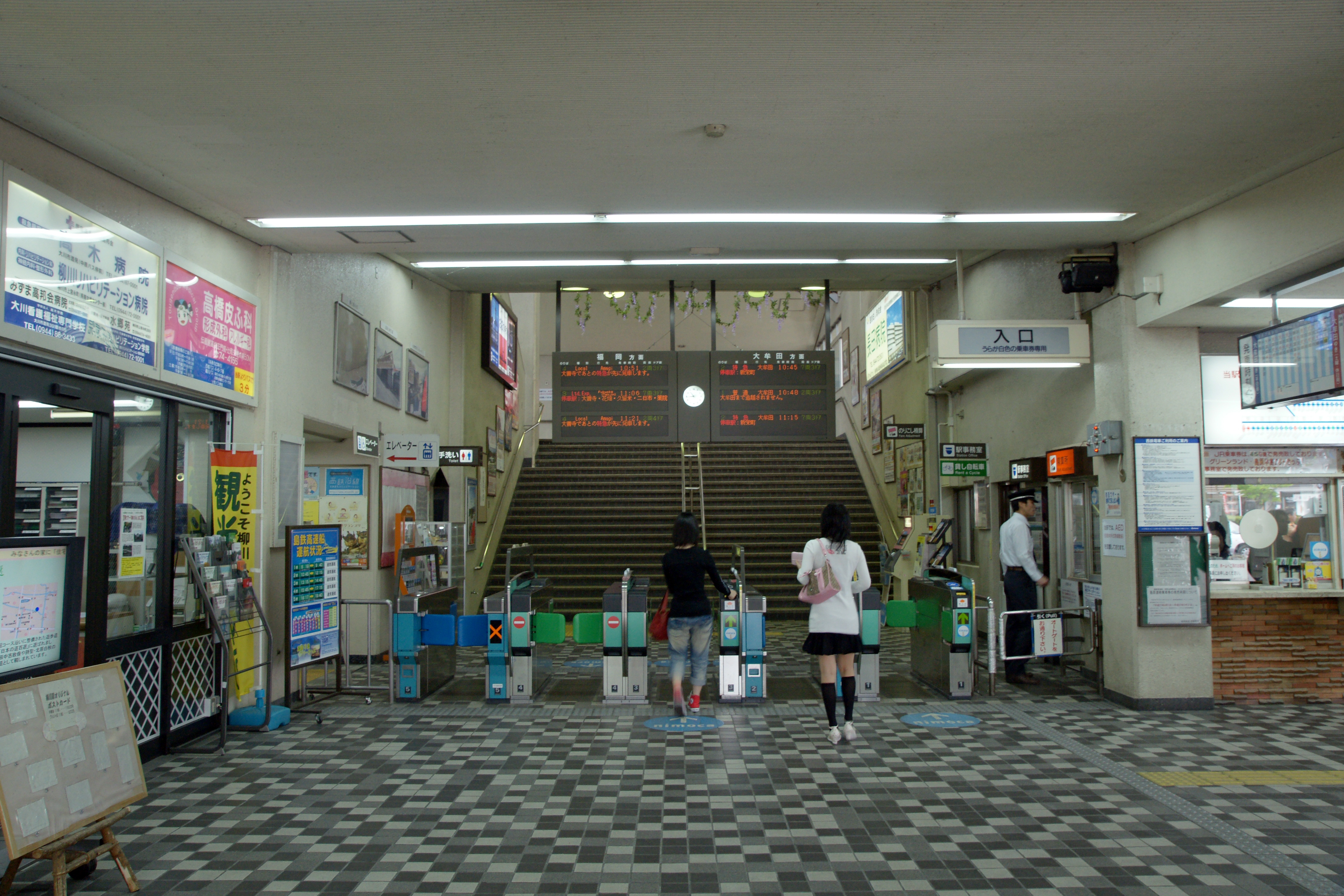
改札口（旧駅舎）

### 駅設備
自動改札機5機、自動券売機5機、自動精算機1機がある。

## 利用状況
2024年度の1日平均乗降人員は10,905人で、西鉄の駅としては第15位である。なお、当駅の乗降人員は西鉄久留米 - 大牟田間の途中駅の中で最も多く、唯一1万人を超えている。
| 年度               | 1日平均 乗車人員 | 1日平均 乗降人員 |
| ------------------ | ---------------- | ---------------- |
| 1999年（平成11年） |                  | 16,023           |
| 2000年（平成12年） |                  | 15,153           |
| 2001年（平成13年） |                  | 14,702           |
| 2002年（平成14年） |                  | 14,028           |
| 2003年（平成15年） |                  | 13,440           |
| 2004年（平成16年） |                  | 13,279           |
| 2005年（平成17年） |                  | 13,188           |
| 2006年（平成18年） |                  | 12,968           |
| 2007年（平成19年） |                  | 12,669           |
| 2008年（平成20年） |                  |                  |
| 2009年（平成21年） |                  |                  |
| 2010年（平成22年） |                  |                  |
| 2011年（平成23年） |                  | 11,638           |
| 2012年（平成24年） |                  | 11,594           |
| 2013年（平成25年） |                  | 11,853           |
| 2014年（平成26年） |                  | 11,265           |
| 2015年（平成27年） |                  | 11,470           |
| 2016年（平成28年） |                  | 11,448           |
| 2017年（平成29年） |                  | 11,274           |
| 2018年（平成30年） |                  | 11,438           |
| 2019年（令和元年） |                  | 11,221           |
| 2020年（令和02年） |                  | 8,321            |
| 2021年（令和03年） |                  | 8,935            |
| 2022年（令和04年） |                  | 10,072           |
| 2023年（令和05年） |                  | 10,676           |
| 2024年（令和06年） |                  | 10,905           |

## 駅周辺
以前は柳川市ではなく山門郡三橋町内に位置したが、2005年（平成17年）3月21日に三橋町と柳川市が合併したため、名実共に柳川市内の駅となった。三橋町であった頃から商業施設やビル・マンションが立ち並び、駅周辺は柳川地域の中心地として発展していた。柳川市の観光地である立花氏庭園・旧戸島家住宅・柳川城・北原白秋生家などは当駅から離れており川下り船・バス・タクシーなどによるアクセスとなる。
かつては駅前にあった柳川寿屋百貨店が駅前商業の中核をなしていたが、運営会社の壽屋が倒産したことにより閉店した。現在では跡地は柳川ショッピングモールとなり西鉄ストア、TSUTAYA、西松屋などが出店しているが、商業集積が低下し、近隣都市の大型店との競争に苦しんでいた。しかしながら、西鉄柳川駅の橋上化とあわせて周辺整備事業が進められ、柳川駅東部土地区画整理地区内には、イズミが運営するオープンモールゆめモール柳川店が2014年7月15日に開店した。
- 柳川川下り乗り場
- 西鉄名店街
- 柳川ショッピングモール
- 柳川青果市場
- ホテルニューガイア柳川
- ホテルルートイン 柳川駅前
- 三柱神社
- 柳川護國神社
- 柳川車両基地
- 柳川市役所柳川庁舎・三橋庁舎 - 当駅から約1km以上。
- 杉森高等学校 - 当駅から約1km以上。
- 下百町簡易郵便局
- 国道208号
- ヤマダデンキテックランド柳川店 - 北西へ車5分[8]
- ゆめモール柳川
  - ABCマート
  - AOKI
  - ケーズデンキ
  - コメダ珈琲店
  - ダイソー ゆめモール柳川店
  - ニトリ
- 福岡県立伝習館高等学校
- 柳川教会

## 駅前バス乗り場

### 西口
- 堀川バス
  - 1番のりば
    - 杉森高校、柳川リハビリテーション学院、亀の井ホテル柳川方面
- 西鉄バス久留米
  - 2番のりば
    - 柳川高校、御花前、北間、早津江方面（6）

  - 3番のりば
    - 兼木、大川、国際医療福祉大学、佐賀方面（無番・1）

### 東口
- 堀川バス
  - JR瀬高駅方面
- 柳川市コミュニティバス
  -     - 市街循環線

市街循環線以外のコミュニティバスは駅前には発着せず、柳川ショッピングモール内にある柳川ショッピングセンターバス停が駅最寄りバス停。

## その他
- 柳川駅という名称は他に岡山電気軌道東山本線・清輝橋線の柳川停留場がある。また、以前は国鉄佐賀線に筑後柳河駅が存在していたが、路線とともに廃止された。この筑後柳河駅も柳川市に所在する駅ではなく三橋町に所在する駅だった。
- 構内には北原白秋が作詞した『ゆりかごのうた』、『ペチカ』、『待ちぼうけ』、『城ヶ島の雨』などのオルゴールが流れることがある。
- 減便による朝の混雑が深刻（天神まで座れない）ということで、地元のテレビに取り上げられた[9]。なお、2024年3月のダイヤ改正で朝の上り急行が1本増発されている。

## 隣の駅
西日本鉄道
■天神大牟田線
■特急・■急行
大善寺駅（T32） - 西鉄柳川駅（T39） - 新栄町駅（T49）
■普通
矢加部駅（T38） - 西鉄柳川駅（T39） - 徳益駅（T40）